# Ivo Fürer

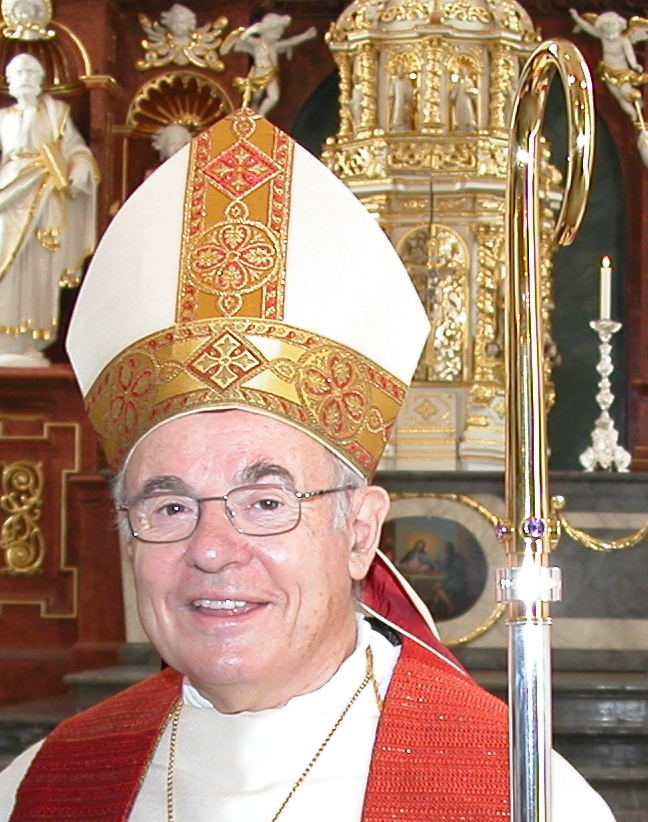
Bischof Ivo Fürer (2004)

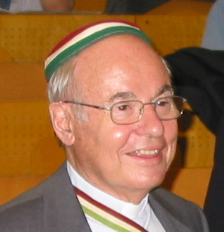
Ivo Fürer (2008)

Jakob Andreas Ivo Fürer (* 20. April 1930 in Gossau; † 12. Juli 2022 ebenda) war ein Schweizer Geistlicher und römisch-katholischer Bischof von St. Gallen.

## Leben
Ivo Fürer studierte Katholische Theologie an der Universität Innsbruck und Kanonisches Recht an der römischen Päpstlichen Universität Gregoriana. 1957 wurde er an der Gregoriana zum Dr. iur. can. promoviert. 1954 empfing er in der Stiftskirche St. Gallen die Priesterweihe. Von 1958 bis 1963 war er Vikar in Herisau und von 1963 bis 1967 Vikar in Altstätten. Als junger Priester konnte er Bischof Joseph Hasler bei den Versammlungen des Zweiten Vatikanischen Konzils (1962–1965) in Rom begleiten. Ab 1967 amtierte er als bischöflicher Sekretär und ab 1969 als Bischofsvikar in St. Gallen. 1972 wurde er Präsident der schweizerischen und diözesanen Synode, von 1977 bis 1995 war er Generalsekretär des Rates der Europäischen Bischofskonferenzen. 1991 wurde er zum Domdekan gewählt.
Am 28. März 1995 wurde Fürer zum Bischof von St. Gallen gewählt und am 29. März 1995 durch Papst Johannes Paul II. bestätigt. Die Bischofsweihe spendete ihm am 5. Juni 1995 sein Amtsvorgänger, Bischof Otmar Mäder; Mitkonsekratoren waren die Bischöfe Henri Salina, Abt von Saint-Maurice, und Karl Lehmann, Bischof von Mainz. Sein Wahlspruch lautete: „Dem Volk Gottes dienen“.
Sein Rücktrittsgesuch zum 75. Geburtstag wurde am 16. Oktober 2005 von Papst Benedikt XVI. angenommen. Seinem Nachfolger Markus Büchel spendete er die Bischofsweihe.
Am 12. Juli 2022 starb Ivo Fürer im Alter von 92 Jahren an den Folgen einer Parkinson-Erkrankung.

## Wirken
Für seine Verdienste um die Umsetzung der Anliegen des Zweiten Vatikanischen Konzils auf Bistums-, auf gesamtschweizerischer und europäischer Ebene erhielt er im Jahre 2005 die Ehrendoktorwürde der Universität Freiburg (Schweiz). 2007 wurde er zum Ehrensenator der Universität St. Gallen ernannt, die damit «seinen wichtigen Beitrag zur Förderung von Offenheit und Toleranz über die Grenzen von Konfessionen und Kulturen hinweg» würdigte.
Er war Mitbegründer der Arbeitsgemeinschaft christlicher Kirchen in der Schweiz (AGCK). Er engagierte sich seit seiner Emeritierung als Präsident des Fastenopfer-Stiftungsrates und war weiterhin Mitglied der Schweizer Bischofskonferenz, wo er das Ressort Diakonie und Hilfswerke betreute. Zudem leitete er ab 1997 das Sekretariat des Rates der Europäischen Bischofskonferenzen mit Sitz in St. Gallen. Von 1998 bis 2009 war er Stiftungsratspräsident des Hilfswerkes Fastenopfer.
Bischof Fürer schuf nach einem Fall sexuellen Missbrauchs im Bistum St. Gallen im Jahr 2002 ein Fachgremium gegen sexuelle Übergriffe, das weiterhin besteht.
Fürer war Mitglied des Schweizerischen Studentenvereins.

## Schriften
- Die Eigentümer der st.-gallischen Bistumsfonds und der aus Kirchengut hervorgegangenen Fonds des kath. Konfessionsteils des Kantons St. Gallen, Menziken, Herisau 1960, OCLC 1035971574 (Dissertation, Pontificia Università Gregoriana 1957).
- Die Bischofskonferenz. Theologischer und juridischer Status, Patmos, Düsseldorf 1989, ISBN 3-491-77774-7, herausgegeben von Hubert Müller und Hermann J. Pottmeyer.
- mit Michael Fuss, Kurt Koch, Franz König und Guido Vergauwen: Neuevangelisierung Europas. Chancen und Versuchungen, St. Paul AG Universitätsverlag, Freiburg im Üechtland 1993, ISBN 3-7228-0318-7
- Die Entwicklung Europas fordert die Kirchen heraus. Die Tätigkeit des Rates der Europäischen Bischofskonferenzen (CCEE) von seiner Gründung 1971 bis 1996. Matthias-Grünewald Verlag, Ostfildern 2018, ISBN 3-7867-3164-0.
- Kirche im Wandel der Zeit. Konzil, Synode 72 und die Zusammenarbeit der Bischöfe Europas. Theologischer Verlag Zürich, Zürich 2018, ISBN 3-290-20168-6.